# Lijst van burgemeesters van Wilrijk
Dit is een lijst van burgemeesters en districtvoorzitters van Wilrijk.
- 1800-1817 : Pierre van Passen, maire
- 1817-1821 : Pierre van Passen, burgemeester
- 1821-1825 : Joseph van Dorne
- 1826-1827 : J. van Reeth, waarnemend
- 1827-1834 : Daniel Herreyns
- 1836-1841 : Franciscus-Alexander Stienlet
- 1842-1858 : Egidius Segers
- 1863-1870 : Michaël Willems
- 1870-1875 : Jules Moretus (katholieke partij)
- 1875-1885 : Petrus-Josephus De Groof
- 1885-1903 : Jan-Frans De Groof (katholieke partij)
- 1903-1921 : Frederik Donny (katholieke partij)
- 1921-1933 : (graaf) Gonzague Moretus (katholieke partij)
- 1933-1940 : Jan Janssens
- 1940-1941 : Georges Rollé, waarnemend
- 1942-1944 : Wilrijk maakt deel uit van Groot-Antwerpen
- 1945 : Jan Janssens
- 1945-1946 : Frans van Dun
- 1947-1953 : Louis Kiebooms (CVP)
- 1953-1959 : Carolus Poma (PVV)
- 1959-1976 : Louis Kiebooms (CVP)
- 1977-1979 : Gaston Fabré (CVP)[1]
- 1979-1982 : Florent Huysmans (CVP)[2]

## Districtsvoorzitters en/of districtsburgemeesters (na 2000)
Op 1 januari 1983 werd Wilrijk bij de stad Antwerpen gevoegd en werd een districtsraad opgericht. Vanaf 2000 werd de districtsraad officieel en rechtstreeks verkozen, en werd zoals in de andere Antwerpse districten een districtscollege en districtsvoorzitter (ook wel districtsburgemeester genoemd) aangesteld.
- 01-01-2001 - 31-12-2006: Gilbert Van Nuffel, liberaal VLD
- 01-01-2007 - 31-12-2009: Thierry Vanderkindere, socialist sp.a
- 01-01-2010 - 31-12-2012: Johan Peeters, socialist sp.a
- 01-01-2013 - heden-: Kristof Bossuyt, Vlaams-nationalist N-VA